# Partido Socialista Obrero Estonio
El Partido Socialista Obrero Estonio (en estonio: Eesti Sotsialistlik Tööliste Partei, ESTP) fue un partido político de izquierdas de Estonia. 

## Historia
El partido fue fundado en 1925 como una fusión del Partido Socialdemócrata Obrero Estonio y antiguos miembros del Partido Socialista Obrero Independiente, que había sido prohibido en mayo de 1924 tras la toma de poder en el partido por los comunistas. Los dos partidos habían ganado un total combinado de 20 escaños en el Riigikogu en las elecciones de 1923. En las elecciones de 1926, el nuevo partido ganó 24 escaños, convirtiéndose en el más grande del Riigikogu. Sin embargo, Jaan Teemant del partido Asambleas de Granjeros siguió siendo Jefe de Estado, August Rei del ESTP se convirtió en jefe de Estado en diciembre de 1928.
El partido siguió siendo el mayoritario en el Riigikogu tras las elecciones de 1929, en las que obtuvo 25 escaños, pero Otto Strandman, del Partido Laborista Estonio, se convirtió en primer ministro. En las elecciones de 1932, el partido quedó reducido a 22 escaños. Tras la fusión de varios partidos para formar la Unión de Colonos y Pequeños Propietarios y el Partido Nacional de Centro, el ESTP pasó a ser tan solo la tercera facción más numerosa del Riigikogu.
Junto con todos los demás, el partido fue prohibido en 1935 tras el autogolpe de Estado de Konstantin Päts.

## Ideología
El partido era partido social reformista, rechazando la revolución y la dictadura del proletariado. Sus partidarios eran principalmente personas de clase trabajadora y campesinos pobres.

## Resultados electorales
Los resultados electorales antes de su disolución fueron los siguientes:
| Elección | Votos   | %     | Escaños | +/–   | Posición |
| -------- | ------- | ----- | ------- | ----- | -------- |
| 1926     | 119.914 | 22,91 | 24/100  | Nuevo | 1.º      |
| 1929     | 121.024 | 23,97 | 25/100  | 1     | 1.º      |
| 1932     | 104.835 | 20,95 | 22/100  | 3     | 3.º      |